# سیارک ۸۶۱۰
سیارک ۸۶۱۰ (به انگلیسی: 8610 Goldhaber، نامگذاری:1977UD) هشت هزار و ششصد و دهمین سیارک کشف شده‌است که در ۲۲ اکتبر ۱۹۷۷ کشف شد.
قدر مطلق سیارک برابر ۱۳٫۸۰ است.